# Theodore Ku-DiPietro
Theodore Ku-DiPietro (Oakton, 2002. január 28. –) amerikai labdarúgó, a DC United középpályása.

## Pályafutása
Ku-DiPietro a Virginia állambeli Oakton városában született. Az ifjúsági pályafutását az Arlington csapatában kezdte, majd a DC United akadémiájánál folytatta.
2022-ben mutatkozott be a DC United észak-amerikai első osztályban szereplő felnőtt keretében. Először a 2022. március 19-ei, Toronto ellen 2–1-re elvesztett mérkőzés 76. percében, Edison Flores cseréjeként lépett pályára. Első gólját 2023. február 26-án, szintén a Toronto ellen hazai pályán 3–2-es győzelemmel zárult találkozón szerezte meg.

## Statisztikák
2023. június 4. szerint
| Klub      | Szezon   | Osztály  | Bajnokság | Bajnokság | Kupa  | Kupa | Nemzetközi | Nemzetközi | Összesen | Összesen |
| Klub      | Szezon   | Osztály  | Meccs     | Gól       | Meccs | Gól  | Meccs      | Gól        | Meccs    | Gól      |
| --------- | -------- | -------- | --------- | --------- | ----- | ---- | ---------- | ---------- | -------- | -------- |
| DC United | 2022     | MLS      | 10        | 0         | 2     | 0    | —          | —          | 12       | 0        |
| DC United | 2023     | MLS      | 16        | 3         | 1     | 0    | —          | —          | 17       | 3        |
| Összesen  | Összesen | Összesen | 26        | 3         | 3     | 0    | 0          | 0          | 29       | 3        |